# Williams FW27
Williams FW27 — гоночный автомобиль команды Williams, участвовавший в Чемпионате мира Формулы-1 сезона 2005 года.

## История
С новым сезоном связывались большие ожидания. Пилотский состав команды полностью сменился. В Williams сначала подписали Марка Уэббера, а за вакансию второго пилота все межсезонье боролись Антонио Пиццония и Ник Хайдфельд. Фрэнк Уильямс склонялся к кандидатуре бразильца, но мотористы из BMW переубедили его. В результате в команду взяли Хайдфельда. К слову, сезон 2005 года стал последним в истории сотрудничества Williams и баварского концерна. Отношения между партнёрами были далеки от идеальных, ситуация ухудшалась с каждым днем. Это также повлияло на результаты выступлений.
Однокилевое шасси FW27 было первым в истории Williams, спроектированным не под руководством Патрика Хэда. Хотя в начале сезона скорость машины казалась обнадеживающей, уже к лету недостаток мощности мотора BMW и фактический развал конструкторского бюро Williams, из которого в августе был уволен главный конструктор Гэвин Фишер, отбросили команду далеко за пределы первой десятки. В нескольких гонках подряд команда не смогла набрать очки и впервые с 2001 года не одержала за сезон ни одной победы. Кроме того, Хайдфельд попал в серьёзную аварию на тестах в Монце. Пиццонии вновь предоставилась возможность участвовать в гонках, но его результаты были не такими хорошими, как год назад. Лучшим результатом за сезон стал двойной финиш на подиуме в Монако, когда Хайдфельд и Уэббер сумели на последних кругах опередить Фернандо Алонсо, сильно износившего резину и потерявшего темп. В Кубке конструкторов команда заняла пятое место.
BMW хотела купить команду Williams и сделать её заводской. Но сэр Фрэнк ответил отказом на предложение баварцев, поэтому по окончании 2005 года их дороги разошлись.

## Результаты гонок
| Год  | Команда             | Двигатель          | Шины | Пилоты    | 1    | 2    | 3    | 4   | 5   | 6   | 7    | 8    | 9   | 10  | 11  | 12  | 13  | 14   | 15  | 16  | 17   | 18   | 19  | Место | Очки |
| ---- | ------------------- | ------------------ | ---- | --------- | ---- | ---- | ---- | --- | --- | --- | ---- | ---- | --- | --- | --- | --- | --- | ---- | --- | --- | ---- | ---- | --- | ----- | ---- |
| 2005 | BMW WilliamsF1 Team | BMW P84/5 3,0, V10 | M    |           | АВС  | МАЛ  | БАХ  | САН | ИСП | МОН | ЕВР  | КАН  | США | ФРА | ВЕЛ | ГЕР | ВЕН | ТУР  | ИТА | БЕЛ | БРА  | ЯПО  | КИТ | 5     | 66   |
| 2005 | BMW WilliamsF1 Team | BMW P84/5 3,0, V10 | M    | Уэббер    | 5    | Сход | 6    | 7   | 6   | 3   | Сход | 5    | НС  | 12  | 11  | НКЛ | 7   | Сход | 14  | 4   | Сход | 4    | 7   | 5     | 66   |
| 2005 | BMW WilliamsF1 Team | BMW P84/5 3,0, V10 | M    | Хайдфельд | Сход | 3    | Сход | 6   | 10  | 2   | 2    | Сход | НС  | 14  | 12  | 11  | 6   | Сход | Т   | Т   | Т    | Т    | Т   | 5     | 66   |
| 2005 | BMW WilliamsF1 Team | BMW P84/5 3,0, V10 | M    | Пиццония  |      |      |      |     |     |     |      |      |     |     |     |     |     |      | 7   | 15  | Сход | Сход | 13  | 5     | 66   |

| Легенда к таблице |                                                                    |
| --- | ------------------------------------------------------------------ |
| В таблице перечислены результаты всех Гран-при Формулы-1, в которых использовался автомобиль. Строками таблицы являются сезоны, столбцами — этапы чемпионата мира. В каждой клетке указаны сокращённое название этапа и результат, дополнительно обозначенный цветом. Расшифровка обозначений и цветов представлена в нижеследующей таблице. |                                                                    |
| \| Пример \| Описание \| \| ------------ \| ------------------------------------------------------------------ \| \| 1 \| Победитель \| \| 2 \| Второе место \| \| 3 \| Третье место \| \| 5 \| Финишировал, заработав очки \| \| Сход \| Не финишировал, но при этом заработал очки \| \| 12 \| Финишировал, не получив очков \| \| НКЛ \| Финишировал, но не попал в финальную классификацию \| \| 15 \| Участвовал вне зачёта, либо по отдельной классификации \| \| 18 \| Не финишировал, но попал в финальную классификацию \| \| Сход \| Не финишировал \| \| НКВ \| Не прошёл квалификацию \| \| НПКВ \| Не прошёл предквалификацию \| \| ДСК \| Дисквалифицирован \| \| ИСК \| Исключён из протокола соревнований \| \| ТТ \| Заявлен для участия только в тренировках \| \| НС \| Участвовал в квалификации, но не стартовал в гонке \| \| Т \| Травмирован или болен \| \| ОТК \| Отказ от участия \| \| НТР \| Прибыл на соревнования, но на трассу не выезжал \| \| НПР \| Был заявлен в числе участников, но не прибыл к началу соревнований \| \| О \| Соревнования отменены \| \| \| Не участвовал \| \| Поул-позиция \| \| \| Быстрый круг \| \| |                                                                    |
| Пример | Описание                                                           |
| 1 | Победитель                                                         |
| 2 | Второе место                                                       |
| 3 | Третье место                                                       |
| 5 | Финишировал, заработав очки                                        |
| Сход | Не финишировал, но при этом заработал очки                         |
| 12 | Финишировал, не получив очков                                      |
| НКЛ | Финишировал, но не попал в финальную классификацию                 |
| 15 | Участвовал вне зачёта, либо по отдельной классификации             |
| 18 | Не финишировал, но попал в финальную классификацию                 |
| Сход | Не финишировал                                                     |
| НКВ | Не прошёл квалификацию                                             |
| НПКВ | Не прошёл предквалификацию                                         |
| ДСК | Дисквалифицирован                                                  |
| ИСК | Исключён из протокола соревнований                                 |
| ТТ | Заявлен для участия только в тренировках                           |
| НС | Участвовал в квалификации, но не стартовал в гонке                 |
| Т | Травмирован или болен                                              |
| ОТК | Отказ от участия                                                   |
| НТР | Прибыл на соревнования, но на трассу не выезжал                    |
| НПР | Был заявлен в числе участников, но не прибыл к началу соревнований |
| О | Соревнования отменены                                              |
| | Не участвовал                                                      |
| Поул-позиция |                                                                    |
| Быстрый круг |                                                                    |